# 우주탐험대
《우주탐험대》는 MBC에서 1978년 10월 31일부터 1979년 3월 30일까지 방영한 어린이 연속극이다.

## 등장 인물
- 손창민 - 루카 왕자 역
- 신민경 - 여주 역
- 홍종현 - 준호 역
- 박종범 - 혁 역
- 김혜성 - 종숙 역
- 황치훈 - 훈 역
- 박성미 - 쏘나 역
- 김형중 - 뾰요스 역
- 이동수 - 삐요스 역
- 박재호 - 나요스 역
- 김호영 - 쿠키 역
- 임채무 - 샤리 역
- 강인덕 - 꼬쯔 역
- 오경애 - 매쯔 역
- 홍성희 - 트쯔 역
- 박영지 - 아틀라스 역
- 백인철 - 사령관 역
- 박윤배 - 대원 역
- 홍성민 - 최 박사 역
- 이원용
- 권귀옥
- 박종관
- 박영태
- 김보경
- 유경숙
- 박규채
- 이계인
- 최선균